# さいとう真央
さいとう 真央（さいとう まお、1985年3月3日 - ）は、日本のAV女優、ストリッパー。BKプロモーション所属。血液型：O型 。身長：157cm 。スリーサイズ：B85・W57・H86。Cカップ。

## 略歴
愛知県出身。
2005年、ソフト・オン・デマンドグループ専属女優としてAVデビュー。主に企画ものを中心に活躍。
2006年5月からはストリッパーとしての活動を始めた。

## 出演作品

### アダルトビデオ
2005年
- SODグループ10メーカーが2005年のテーマを撮りおろしました（1月1日、SODクリエイト）
- Hなお天気お姉さん さいとう真央 SODグループ専属女優デビュー!（1月6日、ディープス）
- 働くお姉さん 2（2月4日、ディープス）
- 特命女教師陵辱レイプ（3月4日、ヒビノ）
- さいとう真央 レズ開眼 （4月7日、ハンドメイドヒョジン）
- 新入社員 中出し20連発（5月4日、アイエナジー）
- レズ病棟8（6月4日、ディープス）
- さいとう真央が痴女行為に目覚めちゃったビデオ（7月7日、ナチュラルハイ）
- ハラハラ☆ドキドキ 陵辱・露出旅行（9月8日、ヒビノ）
- Time Trip（9月15日、アレックス）
- 姉妹忍者・陵辱散華（10月6日、ヒビノ）共演:姫乃あいり
- 女子校生拉致監禁 VOL.30（11月11日、ゴーゴーズ）
- スレスレ限界モザイク 快感地獄 美女でワキコキ（11月17日、アイエナジー）
- 女子校生制服騎乗 2（12月16日、クリスタル映像）
- 生姦Happy!5 さいとう真央 〜恋のナマハメ!真央ちゃんのはじめてのゴムなし生本番!〜（11月26日、モブスターズ）
- 凌辱銭湯 5（12月4日、ディープス）
- レズ輪姦 3 女弁護士職権崩壊（12月21日、アイエナジー）
- 陵辱銀行員（12月21日、タカラ映像）

2006年
- 美尻Junkie［肉厚の尻顔騎］（1月10日、ドリームチケット）
- 撮影終了後のエロス!!制作者しか知らない舞台裏のハレンチ（1月13日、ビッグモーカル）
- 春!!マジックミラー号2006逆ナンパ番外編inハワイ（1月19日、ディープス）
- 挿入王（1月20日、I.B.WORKS）
- ザ・女子大生狩り 4（1月20日、クリスタル映像）
- 悪のスーパーヒロイン危機一髪!!暗黒女神ブラックアニカ（2月10日、GIGA）
- 団地妻 3 [ボイン妻の出来心]（2月10日、ドリームチケット）
- 黒人中出し20連発 女教師さいとう真央（2月13日、カルマ）
- 人気AV女優がマジ友達にバレずに合コンSEX・2（2月20日、ホットエンターテイメント）
- イイ女狩り 9（2月24日、うまなみ。(ケイ・エム・プロデュース））
- キュートなOLのエロいキスと責められる快感（3月10日、AVS）
- こともあろうに叔父ちゃんの指が私の中へ… 6（3月10日、東京音光）
- こたえてちょ〜だい! 素人人妻の官能体験を“さいとう真央”が再現します（3月10日、ビッグモーカル）
- Eros（3月19日、桃太郎映像出版）
- 愛人（3月25日、オーロラプロジェクト）
- レイプ現場 IX 監禁されて犯された6人のギャル（4月10日、隼エージェンシー）
- ヒロイン討伐 Vol.22（4月28日、GIGA）
- もしもこんな痴女がいたら… 7（4月28日、うまなみ。）
- 愛しのフェラチーオ III（5月12日、隼エージェンシー）
- デカちん（5月13日、カルマ）
- 雌女anthology #032 「女の口は嘘をつく。」（6月2日、アウダースジャパン）
- 美脚中出し2（6月10日、隼エージェンシー）
- フェラコレ2006夏（6月12日 隼エージェンシー）
- パイパン露出 4 ヴァーチャルパイパン露出デート（6月13日、カルマ）
- グラッシープッシー（7月1日、MOODYZ）
- 人妻強姦中出し 騙した男達に中出しされたセレブ妻（7月10日、隼エージェンシー）
- こだわりの手コキ 4時間SP 40人のハンドメイド（7月10日 隼エージェンシー）
- パイパンレズビアン 3（7月13日、カルマ）
- 昔、クラスで一番モテた女とラブラブする 3（7月25日、しのだプロジェクト）
- 人妻狩り 暴漢にレイプされた5人の人妻（8月10日、隼エージェンシー）
- オナニスト 第14章（8月10日、隼エージェンシー）
- 無人島に美女と流れ着いた…（8月17日、V&Rプロダクツ）
- 美少女仮面オーロラ フォーエバー（8月25日、GIGA）
- フェラコレ2006秋（10月10日、隼エージェンシー）
- 僕は透明人間! 〜透明パワーでハレンチ天国〜 パート4（10月19日、V&Rプロダクツ）
- こだわりの手コキ 4時間SP 2 40人のハンドメイド（11月11日、隼エージェンシー）
- うまなみ。プレゼンツ25 イイ女狩り4時間 4（11月17日、おかず。(ケイ・エム・プロデュース））うまなみ。作品『イイ女狩り9』のセルDVD化作品
- やっぱ!中出しでしょ5 *12人の中出し姫*（12月10日、隼エージェンシー）
- オナニスト ［第十五章］（12月10日、隼エージェンシー）
- うまなみプレゼンツ 27 もしもこんな痴女がいたら…。4時間 2（12月29日、おかず。(ケイ・エム・プロデュース））うまなみ。作品『もしもこんな痴女がいたら… 7』のセルDVD化作品

2007年
- ロケの裏で女優50人にやりたい放題!完全撮り下ろし!懲戒免職ADが隠し持っていたVTR入手!（2月8日、ディープス）
- 密室!ホスピタルパニック（4月5日、V&Rプロダクツ）
- 夫と義理の息子を交換した私 3（6月8日、東京音光）
- キュートなOLのエロいキスと責められる快感（7月4日、AVS）
- 美形拘束夢犯（8月13日、ミル）
- 真実のレイプ!「怒りオンナ」（8月16日、ナチュラルハイ）
- 美少女仮面オーロラシスターズ（8月24日、GIGA）

2008年
- セックスまみれの肉欲生活 愛人（3月25日、ながえSTYLE）

### オリジナルビデオ
- 若妻懺悔(秘）劇場 旦那だけじゃたりないの…（2006年10月6日、竹書房）

## テレビ出演
- 乙女 湯の郷 一人旅（旅チャンネル）
- 桃のふくらみ（MONDO TV）